# Robertsville (Ohio)
Robertsville é um lugar designado pelo censo localizado no condado de Stark no estado estadounidense de Ohio. No Censo de 2010 tinha uma população de 331 habitantes e uma densidade populacional de 413,59 pessoas por km².

## Geografia
Robertsville encontra-se localizado nas coordenadas 40° 45′ 43″ N, 81° 11′ 37″ O. Segundo o Departamento do Censo dos Estados Unidos, Robertsville tem uma superfície total de 0.8 km², da qual 0.8 km² correspondem a terra firme e (0%) 0 km² é água.

## Demografia
Segundo o censo de 2010, tinha 331 pessoas residindo em Robertsville. A densidade populacional era de 413,59 hab./km². Dos 331 habitantes, Robertsville estava composto pelo 95.47% brancos, 1.21% eram afroamericanos, 0% eram amerindios, 0% eram asiáticos, 0% eram insulares do Pacífico, 0.3% eram de outras raças e o 3.02% pertenciam a duas ou mais raças. Do total da população 1.81% eram hispanos ou latinos de qualquer raça.